# Línguas da Armênia

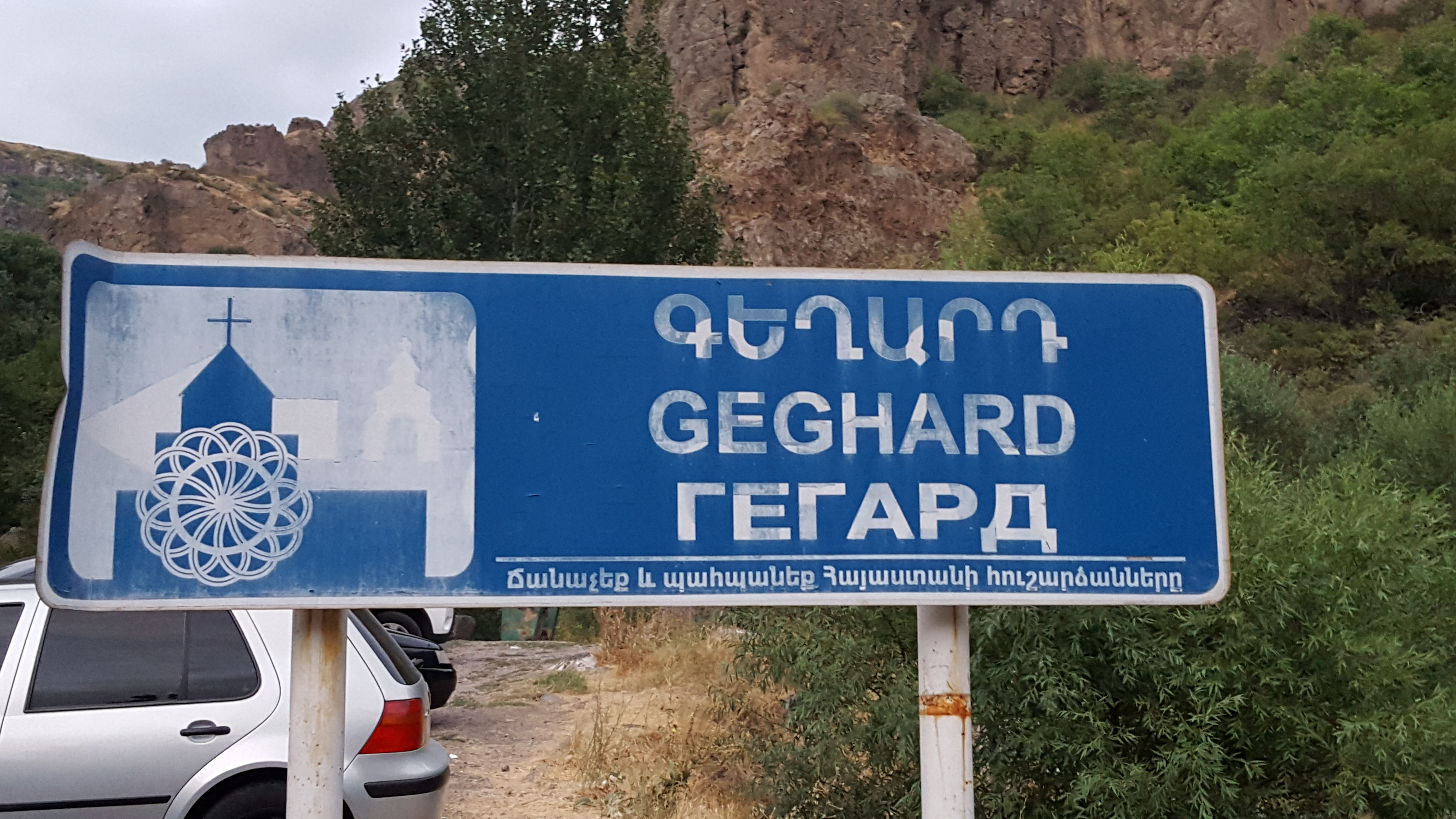
Uma placa multilíngue (armênio, inglês e russo) no mosteiro de Guelarde

O Armênio é o idioma oficial e a língua mais falada na Armênia . Entretanto, a maior parte da população fala também uma segunda língua, em especial o russo e o inglês.
O curmânji é a maior língua minoritária no país, falada pela minoria yazidi. Outras línguas minoritárias reconhecidas pelo governo armênio são o assírio e grego. 

## Status do armênio
O Artigo 12 da Constituição da Armênia estabelece: "A língua oficial da República da Armênia é o armênio".
O armênio é uma das  principais línguas usadas na educação, na administração e na vida pública do país. O idioma pertence a um ramo independente da família linguística indo-europeia e utiliza um alfabeto de 36 letras inventado no século V.  Desde o início do século XX, com o acréscimo de três letras, o alfabeto armênio conta com 39 letras.
A Armênia tem sido o melhor sucedido dos três estados do Cáucaso do Sul (outros sendo o Azerbaijão e a Geórgia) na desrussificação linguística após o colapso da União Soviética.

## Línguas estrangeiras

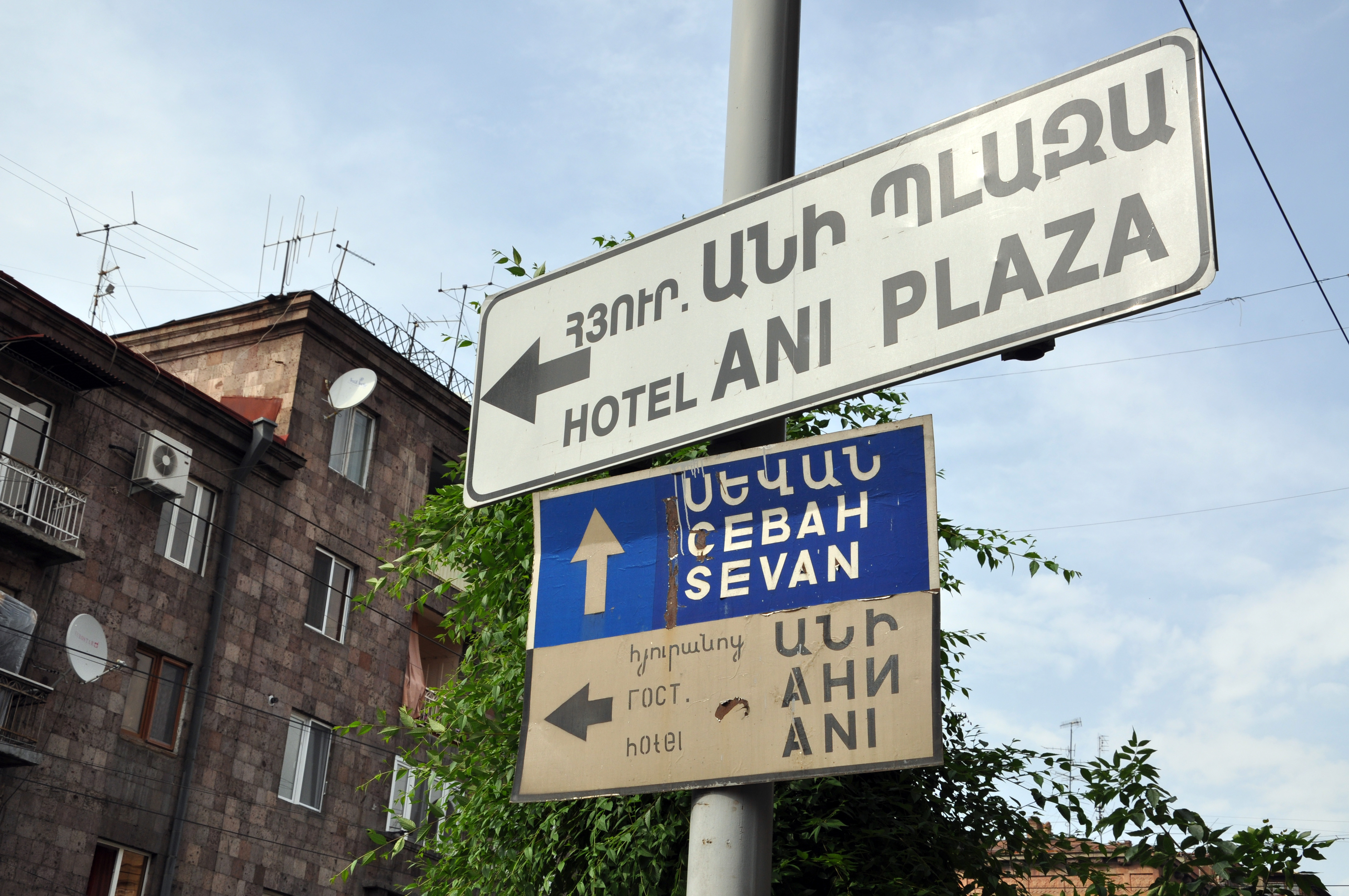
A maioria dos sinais de rua da era soviética em Erevã são em armênio, russo e (nem sempre) em inglês, enquanto a maioria dos sinais da era da independência eram em armênio e inglês.

Por razões políticas e históricas, o russo é a língua estrangeira mais comum falada pela maioria dos armênios. O inglês é a segunda língua estrangeira e a que mais cresce na Armênia.
Universidades em russo, inglês e francês existem na capital da Armênia, Erevã. Os cursos de estudo estão disponíveis em várias línguas nas universidades armênias, principalmente na Universidade de Linguística do Estado de Erevã.

### Russo
O russo é de longe a língua estrangeira mais comum na Armênia. Embora o seu nível de proficiência tenha diminuído significativamente desde a independência da Armênia em 1991. Em 2010, o Ministério Russo dos Negócios Estrangeiros relataram que cerca de 70% da população da Armênia tem a capacidade de falar russo. Um estudo de 1999 mostrou que cerca de 40% da população é fluente em russo. Estações de televisão em língua russa (quatro a partir de 2003) e jornais estão amplamente disponíveis na Armênia. Uma pesquisa de opinião de 2012 mostrou que 94% dos armênios têm conhecimento básico de russo, com 24% de conhecimento avançado, 59% de conhecimento intermediário e 11% de conhecimento de iniciante sobre o idioma.
O território da atual República da Armênia foi anexada pelo Império Russo no início do século XIX. Desde então, o russo tem sido de grande importância na vida e na história da Armênia. Basicamente, de 1828 a 1918 e de 1921 a 1991, toda a nomenclatura oficial era feita em russo, porque era a língua administrativa desses períodos. No início do século XX, estimava-se que apenas 3-4% dos armênios pudessem ler ou falar russo.
No processo de Russificação iniciado durante o período soviético, particularmente depois de Stalin chegou ao poder em meados da década de 1930, quando a Rússia se tornou a língua franca da União Soviética. Até 1990, o idioma russo foi amplamente aplicado juntamente com Armênio. Em 1988, cerca de 100 000 alunos armênios dentro da república participaram em língua russa nas escolas. o russo era a língua principal da pesquisa acadêmica, apesar da constituição armênia reconhecer armênio como língua oficial. Na década de 1980, mais de 90% da Armênia, da documentação administrativa foi realizada em russo. Um grande número de armênios enviaram seus filhos para escolas de ensino russo, o que foi considerado prejudicial para o futuro da armênia.
Desde 1991, a situação mudou radicalmente, em relação a estudá-la no ensino médio e secundário como assunto geral. Na prática, em quase todas as instituições de ensino o processo de ensino é realizado em armênio, mesmo em departamentos russos de faculdades e universidades. Assim, a língua russa perdeu o seu estatuto de segunda língua materna e foi classificado como uma língua estrangeira. Todos esses fatores provocaram mudanças na estrutura de funcionamento da linguagem em condições de tempo real. O número absoluto de estudantes da língua russa foi significativamente reduzido.
O censo de 2001 revelou 29.563 pessoas com russo como sua língua nativa, dos quais 14.728 eram armênios étnicos. Muitos refugiados armênios de Bacu e outras cidades do Azerbaijão falam apenas russo. 
Segundo a pesquisa da The Gallup Organization, 73% dos armênios em 2006 e 75% em 2007 disseram acreditar que é muito importante que as crianças do país aprendam russo.
De acordo com o censo armênio de 2011, 23 484 pessoas ou 0,8% dos cidadãos da Armênia falavam russo como primeira língua, 11 859 dos falantes eram armênios, 10 472 falantes eram russos, e os outros 1 153 eram de outras etnias. Além daqueles que falam russo como primeira língua, 1 591 246 pessoas ou 52,7% dos cidadãos da Armênia falam russo como segunda língua.

### Inglês
A popularidade do inglês tem crescido desde a independência da Armênia em 1991. De ano para ano, mais pessoas tendem a aprender inglês. Em contraste com as últimas décadas, o número de escolas armênias que ensinam inglês cresceu gradualmente. O inglês ainda está muito atrás do russo em termos de proficiência entre os armênios. De acordo com uma pesquisa de 2012, 40% dos armênios têm conhecimentos básicos de inglês, com apenas 4% com proficiência avançada de inglês, 16% intermediários e 20% de nível iniciante. No entanto, o inglês é preferível para os armênios do que o russo. 50% dos armênios acham que o inglês deveria ser ensinado em escolas secundárias públicas, em comparação com 44% que preferem a língua russa.
A Universidade Americana na Armênia, uma filial da Universidade da Califórnia, foi fundada em 1991 e oferece um grau de mestrado em oito campos de estudo e ensino de inglês como língua estrangeira. Ao oferecer esses programas em inglês, a UAA se esforça para se tornar acessível a indivíduos qualificados de outros países na região.

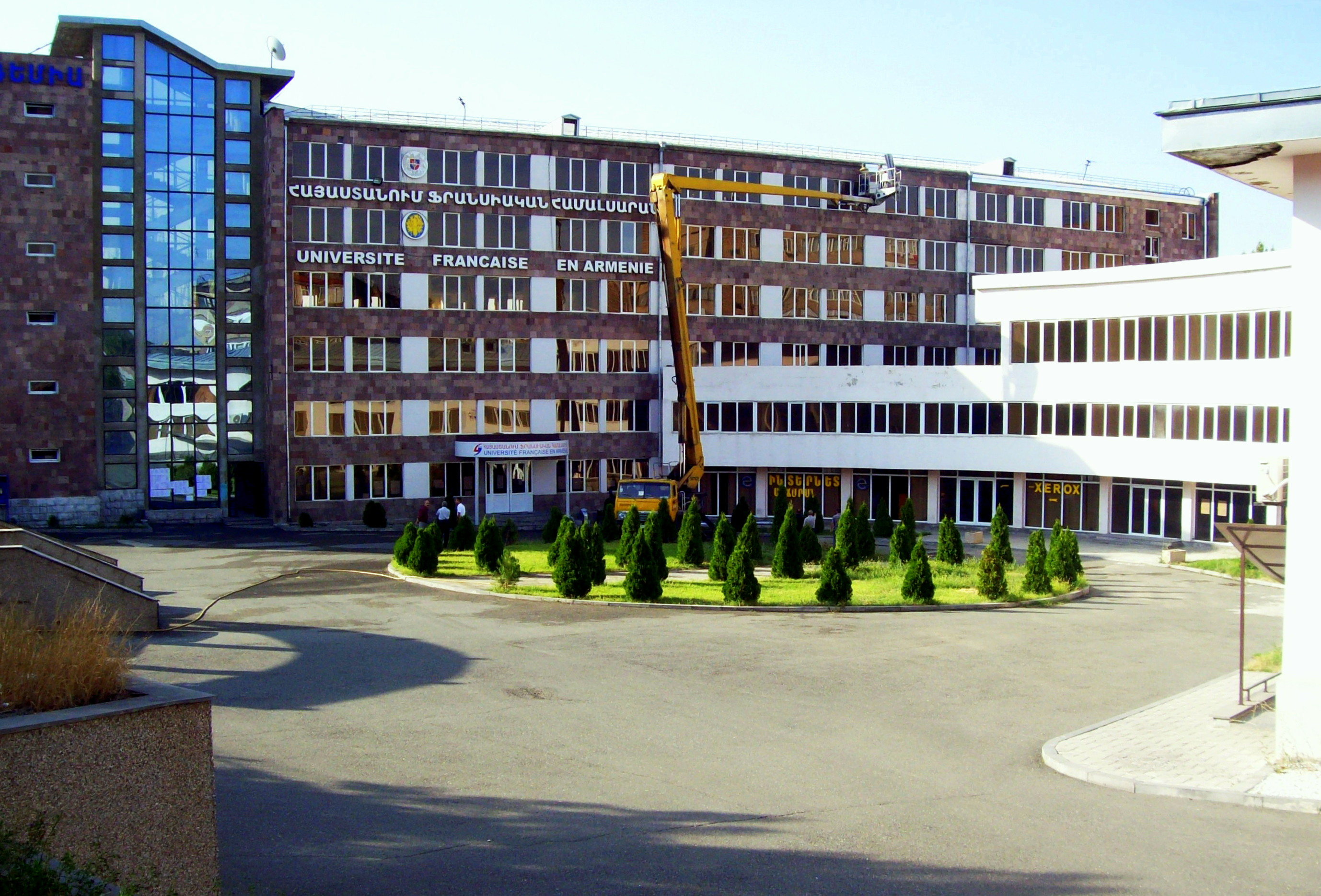
Universidade Francesa na Armênia

De acordo com o censo armênio de 2011, 107.922 cidadãos armênios ou 3,6% da população da Armênia podem falar inglês como segunda língua. 107.002 dos falantes de segunda língua inglesa são armênios étnicos, os outros 920 são de outras etnias.

### Outras
Outras línguas estrangeiras comuns na Armênia incluem francês, alemão, italiano, castelhano e persa. Desde 2008, a Armênia é membro associado da Francophonie e tornou-se seu membro pleno em outubro de 2012. Uma universidade chamada Fondation Université Française en Arménie (Universidade Francesa na Armênia) foi fundada em 2000 após um acordo entre os governos da Armênia e da França. Com 600 alunos, a UFAR é a maior universidade francesa em um país que não fala francês.
De acordo com o censo armênio de 2011, existem 10 106 pessoas que falam francês como segunda língua (10 056 dos falantes são armênios étnicos), 6 342 pessoas que falam alemão como segunda língua (6 210 dos falantes são armênios étnicos), 4 396 falantes de persa (4 352 dos falantes são armênios étnicos), e 29 430 pessoas falam outras línguas como segunda língua (25.899 dos falantes são armênios étnicos). Muitos armênios falam azeri como segunda língua, uma vez que o país recebeu 370 mil refugiados armênios do Azerbaijão, incluindo o antigo Oblast Autônomo de Nagorno-Karabakh durante a Guerra de Nagorno-Karabakh, que durou de 1988 a 1994.

## Línguas minoritárias
A Armênia assinou a Carta Europeia das Línguas Regionais ou Minoritárias em 2001, que protege as línguas das minorias: assírio, grego, russo e curmânji.

### Curdo
Os yazidi são a maior minoria na Armênia. De acordo com o censo de 2001, 40 620 pessoas se identificaram como yazidi e 1 519 como curdos. A mesma fonte revelou 31 310 pessoas falam o curdo como sua língua nativa.
De acordo com o censo armênio de 2011, havia 37 403 curdos (35 272 yazidi e 2 131 curdos não yazidi) na Armênia. 33 509 cidadãos da Armênia falam curdo como primeira língua (31 479 relataram yazidi, enquanto 2 030 relataram curdo). 32 688 dos falantes eram etnicamente curdos, enquanto os outros 821 falantes do idioma curdo eram não curdos (777 eram etnicamente armênios).
O censo de 2001 revelou 29 563 pessoas com o russo como língua nativa, dos quais 12 905 eram etnicamente russos.
De acordo com o censo armênio de 2011, havia 11 862 russos na Armênia, 10 472 deles falam russo como primeira língua, os outros 1 390 russos falam outras línguas como primeira língua (1 328 russos falam armênio como primeira língua). Além dos russos étnicos, 13 012 não russos falam russo como primeira língua (11 859 deles são armênios étnicos e os outros 1 153 falantes de russo são de outras etnias. Além daqueles que falam russo como primeira língua, 1 591 246 pessoas ou 52,7% dos cidadãos da Armênia falam russo como segunda língua.

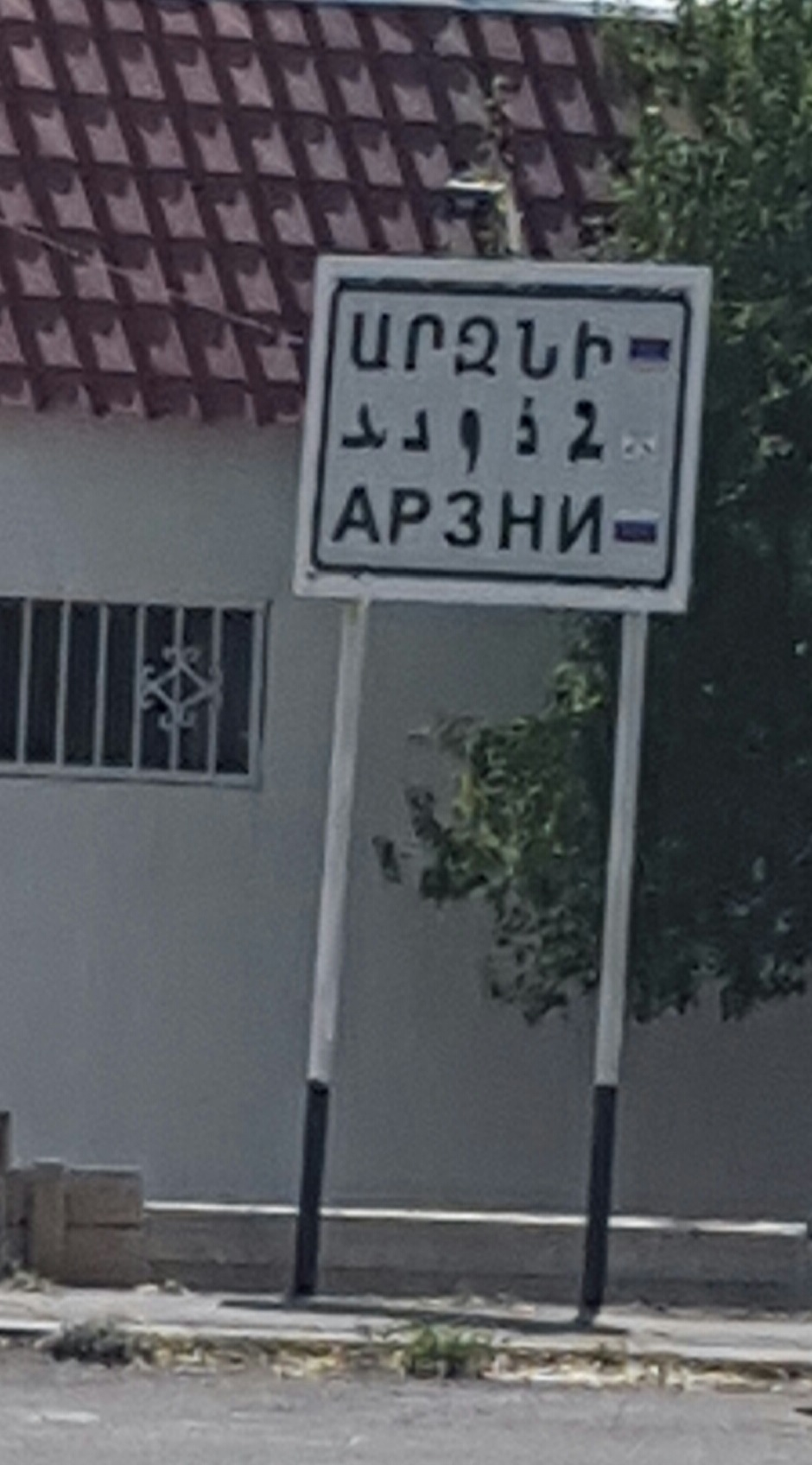
Uma placa multilíngue (armênio, assírio e russo) na entrada de Arzni

### Assírio
O assírio neo-aramaico é falado pelos 3 000 assírios armênios.
De acordo com o censo armênio de 2011, havia 2 769 assírios na Armênia. Há 2 402 pessoas que falavam neo-aramaico assírio como primeira língua, 2 265 dos falantes são assírios étnicos, enquanto os outros 137 são de outras etnias (125 são armênios étnicos).

### Ucraniano
De acordo com o censo armênio de 2011, existem 1 176 ucranianos na Armênia. Há 733 pessoas que falam ucraniano como primeira língua na Armênia, 606 deles são ucranianos étnicos, os outros 127 falantes da Ucrânia são de outras etnias (106 deles são armênios étnicos).

### Grego
Embora os gregos armênios sejam em sua maioria multilíngues (falando grego, armênio e russo), a comunidade grega de 1 176 pessoas manteve o dialeto grego pôntico como língua nativa.
De acordo com o censo armênio de 2011, há 900 gregos na Armênia. Na década de 1970, a comunidade grega da Armênia contava 6 mil, mas muitos emigraram para a Grécia, especialmente após a queda da União Soviética em 1991. Como outras pequenas comunidades, os gregos da Armênia falam principalmente russo, embora muitos dos mais velhos tenham a capacidade de falar o grego pôntico, um dialeto grego, nativo da costa sul do Mar Negro (a região do Mar Negro da atual Turquia). O censo armênio de 2011 não cita o número de pessoas que falam grego como primeira língua, embora se acredite que seja mais do que 733, porque o ucraniano era a língua com o menor número de falantes relatados.

## Línguas históricas

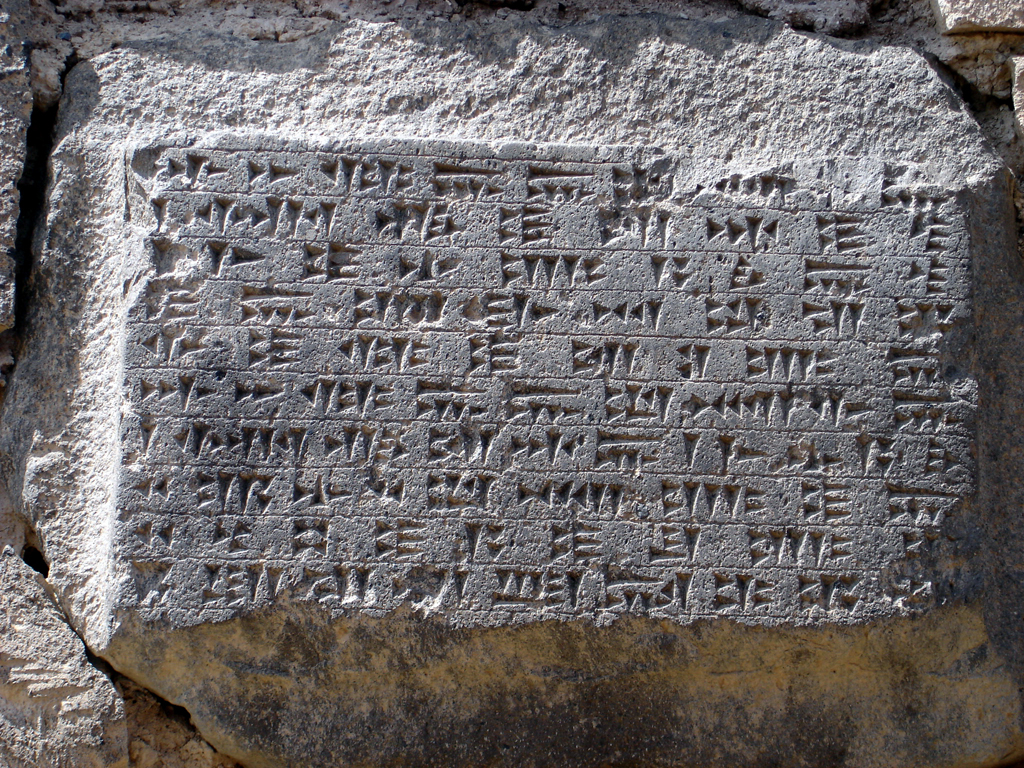
A "certidão de nascimento" de Erevã na Fortaleza Erebuni, uma inscrição em escrita cuneiforme deixada pelo rei de Urartu em uma laje de pedra de basalto sobre a fundação da cidade em

A primeira língua registrada falada no planalto da Armênia é a língua hurriana, falada em Mitani e em partes da Armênia por volta de 2 300 a.C., que desapareceu em 1 000 a.C. O idioma urartiano seguiu e foi falado pelos habitantes do reino antigo de Urartu que ficava situado na região do lago de Vã, com a sua capital perto do local da moderna cidade de Vã no altiplano armênio, atual Turquia. Argumenta-se em evidências linguísticas que o proto-armênio entrou em contato com urartiano em uma data anterior (3-2 milênio a.C.), antes da formação do reino urartiano. Provavelmente era falado pela maioria da população ao redor do Lago de Vã e nas áreas ao longo do alto vale de Zabe. Primeiramente registrado no século IX a.C., o urartiano deixou de ser escrito após a queda do estado de Urartu em 585 a.C. Alguns especulam que ele tenha sido substituído por uma forma inicial de armênio, embora seja apenas no quinto século d.C. que os primeiros exemplos escritos de armênio apareceram.
O armênio era geralmente reconhecido como um ramo separado da família indo-europeia, e era considerado parte da língua persa pelos estudiosos ocidentais até à década de 1870, quando foi reconhecida como uma língua indo-europeia separada. O grego e siríaco eram as línguas da Igreja Apostólica Armênia desde a sua criação em 301 d.C. até 405, quando Mesrobes Mastósio inventou o alfabeto armênio.
De acordo com o censo russo de 1897 as principais línguas faladas na Província de Erivã, que corresponde aproximadamente ao atual território da Armênia, eram o armênio (441 000), o turco (conhecido como tártaro antes de 1918; 313 176), o curdo (49 389), o russo (13 173), o assírio (2 865), o ucraniano (2 682), o polonês (1 385), o grego (10 323), línguas judaicas (não especificadas, principalmente iídiche; 850), o tat (709), e o georgiano (566).